# Eurohypo
Eurohypo Aktiengesellschaft, con sede a Eschborn (Francoforte sul Meno, Germania) è una banca affiliata al gruppo Commerzbank, fra le principali in Europa nel settore del finanziamento di immobili commerciali con una somma di bilancio pari a 224 miliardi di euro. Il principale mercato di riferimento è quello dell'Europa continentale, seguito a distanza dal mercato domestico tedesco, quello anglosassone e da quello statunitense. Eurohypo dispone di oltre 30 filiali e uffici di rappresentanza all'estero, fra cui Milano, Madrid, Londra, Parigi, Mosca, New York, Chicago, Los Angeles, Tokyo, Atene, Istanbul, Zurigo, Amsterdam, Praga, Varsavia, Lisbona.
Eurohypo è operativa in Italia dal 1998. Nel 2006, Eurohypo è stata la banca arranger per la più importante operazione di finanziamento edilizio in Italia ad oggi, il finanziamento del progetto CityLife a Milano (vecchia fiera), i cui principali investitori sono i gruppi assicurativi Generali, RAS/Allianz e Fondiaria Sai.

## Storia
Il 6 novembre 2001, i tre principali istituti bancari tedeschi a controllo privato – Deutsche Bank, Dresdner Bank e Commerzbank – comunicano in una conferenza stampa congiunta l'intenzione di fondere le proprie rispettive affiliate specializzate in finanziamenti immobiliari, e cioè la Eurohypo ('vecchia', la Deutsche Hyp e la Rheinhyp, in un unico istituto, creando così la principale banca immobiliare in Europa. La partecipazione delle tre banche madri è inizialmente pari rispettivamente a circa un terzo del capitale sociale. Nell'agosto 2002 la fusione delle tre banche viene ufficializzata e la nuova entità prende il nome di 'Eurohypo'. In Italia, sotto la nuova insegna, rimane operativo solamente il team della filiale milanese della ex Rheinhyp (l'unica fra le filiali italiane delle tre fusionanti ad aver riscosso successo commerciale sul mercato italiano).
Nell'ottobre 2005, facendo uso del diritto di prelazione sull'acquisto delle quote dei soci, la Commerzbank decide di rilevare le partecipazioni di Deutsche Bank e Dresdner Bank e inglobare così Eurohypo nel proprio gruppo. Oggi Eurohypo è la principale affiliata del gruppo Commerzbank.

## Principali dati di bilancio
Dati al 30 giugno 2007 (1º semestre): Reddito ante imposte 417 Mio. Euro (+2,7% rispetto all'anno precedente); Return on Equity 14,6% (giugno 2006: 14,4%); Cost Income Ratio 33,7% (giugno 2006: 33,5%); New business 22,8 miliardi di euro (affidamenti +37,9% rispetto al 1º semestre 2006).